# Ciclo de Cori

Esquema del ciclo de Cori. Las flechas en rojo muestran el sentido de las reacciones metabólicas que tienen lugar en el ciclo en un estado de esfuerzo físico. Las verdes indican las reacciones que tienen lugar en reposo.

El ciclo de Cori es un ciclo metabólico que consiste en la circulación cíclica de la glucosa y el lactato entre el músculo y el hígado.
Las células musculares se alimentan principalmente de glucosa de sus reservas glucogénicas y sobre todo de la que llega a través de la circulación sanguínea procedente del hígado.
Durante el trabajo muscular, en presencia de una gran actividad glucogenolítica anaeróbica, se producen grandes cantidades de lactato, que difunde a la sangre para ser llevado al hígado. Ello se debe a que las células musculares carecen de la enzima glucosa-6-fosfatasa, por lo que la glucosa fosforilada no puede salir a la circulación.
El lactato en el hígado es convertido nuevamente en glucosa por gluconeogénesis, retornando a la circulación para ser llevada de vuelta al músculo.
Representa la integración entre la glucólisis y gluconeogénesis de diferentes tejidos del cuerpo. Descrito en 1929 por Bernardo Houssay, Gerti y Carl Cori (ganadores del premio Nobel de Medicina y Fisiología, 1947).

## Ciclo de Cori
El ciclo de Cori es el ciclo de reacciones metabólicas que envuelve dos rutas de transporte de productos entre los músculos y el hígado. A lo largo del ciclo, el glucógeno muscular es desglosado en glucosa y ésta es transformada a piruvato mediante la glucólisis. Este piruvato se transformará en lactato  gracias a la enzima lactato deshidrogenasa. El lactato es transportado hasta el hígado por vía sanguínea y allí es reconvertido a piruvato, y, después, a glucosa a través de la vía anaplerótica. La glucosa puede volver al músculo para servir como fuente de energía inmediata o ser almacenado en forma de glucógeno en el hígado. Este 'reciclaje de lactato es la base del ciclo de Cori. Teniendo en cuenta que es un consumidor neto de energía; gasta 4 ATP más que los producidos en la glucólisis, no puede mantenerse de forma indefinida.
Glucosa + 2ADP --> 2 Lactato + 2H+ + 2ATP + 2H20 (músculo)
2 Lactato + 6 ATP + 4 H20 --> Glucosa + 6ADP (hígado)
CONSUMO NETO DE ATP: 4 ATP

## El ciclo de Cori y la actividad muscular

### Comienzo de la actividad muscular
Durante las contracciones musculares, el ATP almacenado en los músculos es rápidamente utilizado y más ATP debe ser generado para abastecer el músculo con energía. Al empezar la actividad muscular, la médula adrenal libera epinefrina (1), hormona encargada de estimular la glucogenólisis(2) en el músculo. Como resultado, se libera glucosa-6-fosfato dentro del músculo. La glucosa-6-fosfato se incorpora directamente en la glucólisis (3), para dar lugar a 2gliceraldehído-3-fosfato (durante la fase preparatoria) que tras varias reacciones obtendremos 2piruvato, 4ATP y 2NADH (fase de rendimiento). Si los niveles de oxígeno son suficientes, el piruvato producido durante la glicólisis se convierte en acetil-coA y entra en el ciclo de Krebs (4) y ocurre la respiración celular aeróbica. Al mismo tiempo, se libera glucagón en el páncreas, una hormona que estimula la glucogenólisis y la gluconeogénesis en el hígado. La glucosa-6-fosfato producida en el hígado se desfosforila por la glucosa-6-fosfatasa a glucosa libre y entra en el torrente sanguíneo y va hacia los músculos. Durante el ejercicio, el músculo aumenta desde siete a 40 veces su captación muscular de glucosa en comparación con el estado de reposo. Esto supone un gran incremento en los requisitos de glucosa y energía. Aun con el agotamiento de las reservas de glucógeno muscular y hepático, la homeostasis de la glucosa se mantiene gracias al aumento de la actividad del ciclo de Cori y otros procesos fisiológicos.

### En actividad muscular ardua y súbita
Si la actividad muscular continúa, la disponibilidad de oxígeno en las mitocondrias como aceptor final de los electrones en la cadena respiratoria se convierte en un factor limitante. Pronto se agotan las reservas de oxígeno, lo que provoca un estancamiento de la respiración celular y se empieza a acumular piruvato y NADH. Para que la glucólisis pueda continuar en situaciones anaeróbicas, el piruvato entra en la vía alternativa de fermentación láctica (5), donde el enzima citosólico lactato deshidrogenasa (LDH) convierte el piruvato en lactato. Este proceso es imprescindible, ya que re oxida el NADH para que pueda volver a ser reducido en la glucólisis. A fin de mantener tasas adecuadas de ATP en este contexto con menos rendimiento de ATP, la glucólisis anaeróbica y fermentación láctica debe aumentar considerablemente, acelerando aún más la síntesis de lactato. Sin embargo, si no se recicla el lactato, rápidamente se acumularía este producto dentro del músculo y cuando los tampones no sean suficientes para compensar el descenso de pH, se produciría una acidosis. Ya que los tejidos musculares producen más lactato y piruvato de lo que pueden catabolizar, el lactato entra en el plasma y es transportado hasta el hígado (6). La segunda parte del ciclo ocurre en el hígado, donde el lactato es convertido en piruvato y luego, mediante la gluconeogénesis (7), a glucosa una vez más. Después, la glucosa entra en el plasma y es transportada a los músculos, así terminando el ciclo. En esencia, la acidosis es el precio que se debe pagar para cubrir las necesidades energéticas durante la hipoxia celular. 
Si sigue habiendo un alto requerimiento energético, la glucosa procedente del hígado entra en la glucólisis una vez más en el músculo. Sin embargo, si la actividad muscular ha terminado, la glucosa puede ser almacenada en forma de glucógeno por la glucogénesis (10). Cabe mencionar, que la glucosa del hígado no siempre debe regresar al músculo; según las necesidades corporales, la glucosa puede ser transportada a otros órganos, como el cerebro. 
Después de una actividad muscular en la que músculos han trabajado anaeróbicamente por cierto tiempo, el ritmo de paso del lactato del músculo al hígado no es suficiente y se empieza a acumular lactato dentro del músculo. Esta acumulación eventualmente produce dolor muscular y calambres, que obligan la discontinuación de la actividad muscular. Sin embargo, muchas veces, la actividad muscular ha acabado antes que esto ocurra.

### En recuperación
Debido a que la gluconeogénesis consume 6 ATP, el ciclo de Cori opera más eficientemente cuando la actividad muscular ha acabado. Esto ocurre, ya que un paro en la actividad muscular permite que se reponga el déficit de oxígeno y que comience a funcionar una vez más el ciclo de Krebs, cadena de electrones y fosforilación oxidativa. La energía resultante de la oxidación de acetil-coA es necesaria para que funcione la gluconeogénesis y se transforme todo el lactato en glucosa. No obstante, no todo el lactato que entra al hígado se transforma en glucosa de nuevo. Al restablecerse los niveles de oxígeno, una parte se convierte en piruvato y acetil-coA y entra en el ciclo tricarboxílico. Este ATP resultante es utilizado en la gluconeogenesis.
Asimismo, la gluconeogenesis no es el único destino metabólico de lactato liberado en el torrente sanguíneo por los músculos. Además de ir al hígado, el lactato puede transportarse al corazón y los riñones. Allí somete a la oxidación de lactato a CO2 (respiración celular aerobia) para donar energía al tejido. 

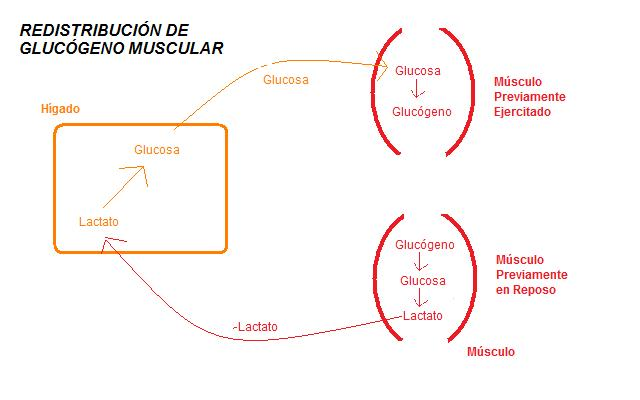
Esquema representativo de la redistribución del glucógeno muscular.

## Importancia biológica
La importancia del ciclo de Cori se basa en que es la fuente de obtención de lactato (mediante la glucólisis) y la transformación de éste nuevamente a glucosa (reacción de gluconeogénesis).
El ciclo de Cori tiene gran importancia fisiológica, ya que juega un papel importante en la homeostasis de la glucosa, tiene implicaciones vitales en el equilibrio ácido-base y representa una manera de redistribución de glucógeno muscular. 
La obtención de glucosa es primordial para el buen funcionamiento del organismo, puesto que el cerebro depende de ésta como combustible primario y es la fuente de energía de los eritrocitos. Además, esta glucosa debe obtenerse tanto en condiciones aeróbicas como anaeróbicas para conseguir una aportación energética en situaciones de ejercicio muscular intensas.
Durante el período de recuperación después de una actividad física, se ha demostrado que el ciclo de Cori también es una manera en la que las reservas de glucógeno se pueden redistribuir. Ya que los músculos no tienen el enzima para liberar glucosa en la sangre, al degradar el glucógeno en músculos en reposo, pueden penetrar a la sangre solamente como piruvato o lactato. Luego, el hígado, tras regenerar el lactato en glucosa, distribuye la glucosa en los músculos previamente ejercitados, para que repongan sus reservas de glucógeno. Así se repartimiento homogéneo que restablece las reservas de glucógeno por todos los músculos corporales.
El ciclo debe tener una ejecución exacta. Su alto o bajo rendimiento provocan diferentes irregularidades en las vías metabólicas que desembocan en patologías, algunas de ellas muy graves. Un mal funcionamiento del ciclo de Cori que lo ralentice supondría una acumulación excesiva de ácido láctico y ante la presencia de hidrogeniones libres el pH del organismo disminuiría, produciendo una acidosis metabólica. Por el contrario, un aumento de la funcionalidad del ciclo supondrá un elevado gasto energético y, por lo tanto, se padecerá una deficiencia energética.

### Ventajas y desventajas
Las ventajas son:
- regeneración del NAD+ que hace continuar la glucólisis;

- producción del ATP in situ, para que la célula muscular pueda obtener energía rápidamente;

- autonomía de la fibra muscular aunque haya baja concentración de oxígeno en la sangre.

La desventaja que tiene es que el ion lactato es un catabolito tóxico para la célula porque produce acidosis láctica en los músculos y puede disminuir la eficiencia del sistema de buffer en la sangre y conduce al fatigamiento físico, causado por la deuda de oxígeno. Además de ser un ciclo que cuesta 6 ATP en el hígado, por lo que es un ciclo que no puede continuar indefinidamente. Por cada vuelta de ciclo de Cori, se pierden 4 ATPs.

## Enfermedades relacionadas

### Cáncer caquexia
El cáncer caquexia describe un síndrome basado en una pérdida progresiva de tejido adiposo y masa muscular, presencia de astenia, anemia y una persistente erosión de las células del organismo como respuesta a un crecimiento anormal. Es la manifestación más común que aparece en estados de máximo desarrollo de cánceres malignos, puesto que el grado de caquexia está correlacionado con el tiempo de vida del paciente. 
No se ha descubierto cuál es la patofisiología ni el mecanismo exacto de funcionamiento del cáncer caquexia, pero se sabe de anomalías importantes en el metabolismo de los carbohidratos, lípidos y proteínas que conllevan a un aumento de la deficiencia de energía del organismo. Los pacientes padecen cambios en el metabolismo de los nutrientes que producen una insuficiencia energética a pesar de un adecuado soporte nutricional; afecta a la síntesis y desglose de las proteínas, se presenta una intolerancia a la glucosa y resistencia a la insulina con un aumento de la actividad del ciclo de Cori.[cita requerida]
La principal causa de la pérdida de peso es la gluconeogénesis hepática masiva a causa de la producción de ácido láctico, puesto que se induce una degradación anaeróbica del tumor y a una mayor generación de glucosa a partir de esta vía metabólica.[cita requerida]
Para su tratamiento, se están utilizando nuevos métodos descubiertos en estudios experimentales recientes. Por ejemplo, si el suministro de oxígeno molecular en el tumor es mayor, el tumor inducido por la producción de ácido láctico disminuye y, por lo tanto, también disminuye la pérdida de peso.[cita requerida]

### Diabetes mellitus
La diabetes, dada su frecuencia, es una de las enfermedades metabólicas más importantes. Afecta los procesos bioquímicos de carbohidratos, lípidos y proteínas de todas las células del cuerpo. Se caracteriza por: poliuria (excreción excesiva de orina), polidipsia (sed excesiva) y polifagia (hambre excesiva).[cita requerida]
La característica más importante de la diabetes mellitus es la falta de insulina. La insulina, interactúa en la membrana celular para conseguir la entrada de glucosa al interior de la célula. Además, directa o indirectamente, la insulina aumenta la tasa de glucólisis, glucogénesis, lipogénesis y la síntesis de proteínas y disminuye la tasa de glucogenólisis y gluconeogénesis en el hígado. En el momento en que falta insulina, tienen lugar los procesos opuestos.[cita requerida]
Así, cuando el organismo mantiene una falta de insulina constante, la cantidad de glucosa que debe realizar el ciclo de Cori es mayor (la tasa de la glucólisis aumenta) y, en cambio, la cantidad de ácido láctico transformado otra vez en glucosa es notablemente menor (la tasa de la gluconeogénesis disminuye). El ciclo de Cori no se realiza con normalidad dada la acumulación de lactato en el hígado.[cita requerida]
Actualmente, más del 80 por ciento de la energía producida por el cuerpo se deriva de la combustión de carbohidratos, lo que muchas veces termina en una falta de insulin. Pero podría darse el caso, si el metabolismo de los carbohidratos está muy limitado, que las células comienzan a oxidar las reservas de grasa para obtener energía. Además, los excesos de proteínas se degradarían a aminoácidos, que a su vez se convierten en glucosa. Si se produce un metabolismo de las grasas excesivo en relación con el metabolismo inadecuado de los carbohidratos, en cantidades insuficientes de ácido oxalacético, el cual reacciona con acetil-CoA en la espiral de los ácidos grasos daría como resultado un exceso de acetil-CoA, lo que conduce a una acumulación de cuerpos cetónicos, que lleva a la cetosis. Cuando los cuerpos cetónicos son muy ácidos, su alta concentración lleva a una condición conocida como acidosis. Una acidosis metabólica severa, si no se contrarresta, puede llevar a un estado de coma y la muerte.[cita requerida]

### Enfermedad de Cori-Forbes
La enfermedad de Cori-Forbes es una patología que aparece como resultado de la acumulación de glucógeno en los tejidos, y esto conduce a un defecto en su metabolismo. La consecuencia es una disminución en la concentración de la glucosa sanguínea, que se ve compensada con la utilización de las proteínas musculares y del tejido adiposo a través de la gluconeogénesis.[cita requerida]

### Otras enfermedades relacionadas
Las enfermedades de almacenamiento de glucógeno (EAG) son un grupo de trastornos genéticos hereditarios cuya causa es un defecto de una enzima (heredada de ambos padres). La base de este conjunto de patologías consiste en que el glucógeno se forma o se libera del cuerpo de forma incorrecta. Como consecuencia, el glucógeno aumenta en cantidades anormales y, por lo tanto, estos trastornos afectan al funcionamiento del hígado o del tejido muscular.[cita requerida]
Los tipos principales de EAG son:[cita requerida]
- Tipo I: enfermedad de Von Gierke: defecto en glucos-6-fosfatasa.
- Tipo II: enfermedad de Pompe: carencia de maltasa ácida.
- Tipo III: enfermedad de Cori: carencia de la enzima desramificante.
- Tipo IV: enfermedad de Andersen: carencia de la enzima ramificante.
- Tipo V: enfermedad de McArdle: carencia de fosforilasa de glucógeno en los músculos.
- Tipo VI: enfermedad de Hers: carencia de fosforilasa hepática.
- Tipo VII: enfermedad de Tarui: carencia de fosfofructocinasa muscular.
- Tipo VIII: carencia de quinasa fosforilasa de glucógeno hepática.